# TopSolid
 (mars 2020).
Si vous disposez d'ouvrages ou d'articles de référence ou si vous connaissez des sites web de qualité traitant du thème abordé ici, merci de compléter l'article en donnant les références utiles à sa vérifiabilité et en les liant à la section « Notes et références ».
TopSolid est un logiciel de conception et fabrication assistées par ordinateur et de progiciel de gestion intégré.

## Présentation

### Historique
En 1980, dans le cadre de besoins internes, l'entreprise Missler Mécanique commence le développement du logiciel avec l'aide de la société Olivetti. Quatre ans après, la demande croissante de solutions informatiques conduit à la création de la société sœur Missler Informatique. En 1988, une solution logicielle spécifique pour les fabricants de moules est intégrée au logiciel. En 2001, sont développées des solutions techniques pour les industries du bois et de l'ameublement. Cette année-ci toutes les entités dans Missler Software fusionnent. En 2009, Missler Software commercialise son nouveau logiciel, TopSolid 7.
Édité par Missler Software jusqu'en 2019, l'éditeur change de nom et devient TopSolid SAS. Parmi les plus grandes organisations utilisant les solutions TopSolid, on peut citer THALES, SAFRAN, Valeo, ou encore Nissan. TopSolid a également développé sa présence au sein des lycées et universités français.

## Caractéristiques techniques

### Suite logicielle
TopSolid est une solution intégrée de CFAO et d'ERP. TopSolid est une suite logicielle incluant :
- TopSolid'Design : CAO généraliste.
- TopSolid'Cut, destiné à la tôle.
- TopSolid'Steel, destiné à la métallerie.
- TopSolid'Wood, destiné au bois.
- TopSolid'WoodCam, destiné à l'usinage du bois.
- TopSolid'Planner, configurateur d'aménagement.
- TopSolid'Mold, destiné au moulage de pièces.
- TopSolid'Progress, destiné à la conception d'outillages de presse.
- TopSolid'Cam : FAO.
- TopSolid'Wire : Pilotage de machines à fil.
- TopSolid'Erp[2] : gestion de l'entreprise.
- TopSolid'Pdm : Travail collaboratif via réseau local et/ou externe. (Requis : Base de données SQL).
- TopSolid'Fea : Calcul de résistance par éléments finis.

- TopSolid'ShopFloor : la gestion d'atelier intégrée.
- TopSolid'PartCosting : devis technique.
- TopSolid'Inspection : bullage et contrôle de cotes.
- TopSolid'Virtual : la visualisation 3D et VR accessible à tous.

### Formats géométriques
TopSolid utilise le modeleur géométrique exact Parasolid. C'est un outil logiciel permettant de créer de la géométrie, soit en filaire dans un plan, soit en 3d dans un espace en trois dimensions. Il est capable de lire et écrire dans tous les formats ouverts du marché, ainsi que dans quelques formats propriétaires, comme celui de CATIA[réf. souhaitée].